# 图基教

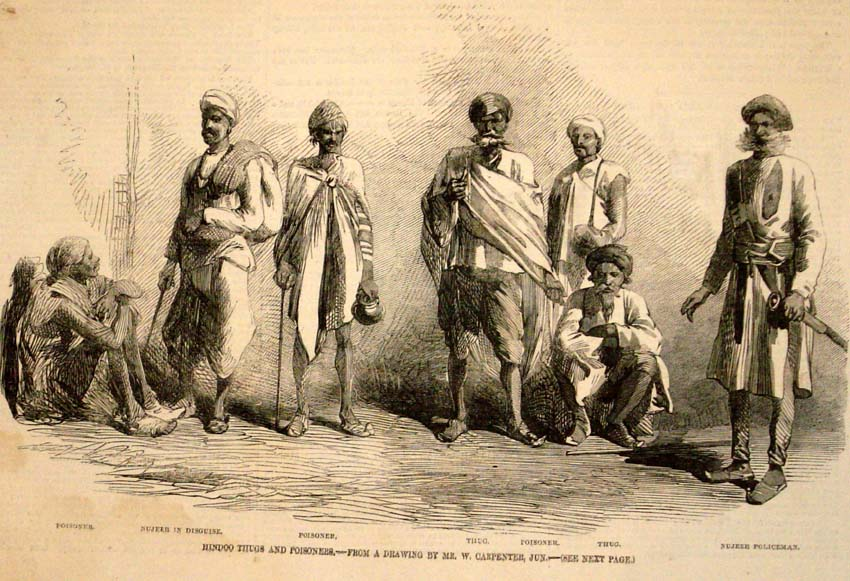

图基（印地語： ṭhagī）指的是印度近代以前的一个地下暗杀教派，常以宗教的理由劫杀路人并抢走财物，他们杀人的方式是用手巾勒脖，从不用见血的方式，只是之后会把尸体破坏再遗弃以加速腐败，这和他们版本的神话有关：女神斗败了恶魔后恶魔的每一滴血都变成了新的恶魔，于是女神造出两个人类，给他们两条白巾让他们用不见血的方式处决恶魔。该教派最终在英殖民政府的打击下消亡。英语中的thug一词源于此。